# Boruto: Naruto the Movie

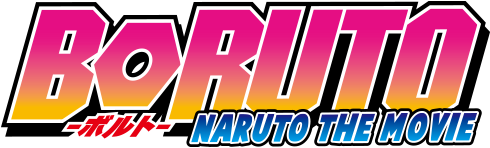
Logotipo de "Boruto: Naruto the Movie"

Boruto: Naruto the Movie (ボルト‐ナルト・ザ・ムービー‐, Boruto: Naruto za Mūbī) é um filme japonês de anime baseado no mangá Naruto criado por Masashi Kishimoto. É parte do Projeto de Abertura da Nova Era de Naruto (新時代開幕プロジェクト, Shinjidai Kaimaku Purojekuto) para comemorar o 15º aniversário da franquia.  O filme foi mostrado pela primeira vez na cena pós-créditos do longa anterior, The Last: Naruto the Movie, que fala sobre a próxima geração dos shinobis, em particular o filho de Naruto Uzumaki, Boruto e a filha de Sasuke Uchiha, Sarada, ambos os quais foram introduzidos no capítulo final do mangá. Kishimoto está envolvido diretamente no projeto novamente. Em 13 de abril de 2015, Mainichi Shimbun revelou as primeiras novas imagens do filme. O filme foi lançado no Japão em 7 de agosto de 2015.

## Elenco
| Personagem     | Japão            |
| -------------- | ---------------- |
| Boruto Uzumaki | Yūko Sanpei      |
| Sarada Uchiha  | Kokoro Kikuchi   |
| Naruto Uzumaki | Takeuchi Junko   |
| Hinata Hyuuga  | Nana Mizuki      |
| Sasuke Uchiha  | Noriaki Sugiyama |
| Sakura Haruno  | Chie Nakamura    |